# Marek Strzyżowski
Marek Strzyżowski (* 1. Januar 1989 in Sanok) ist ein polnischer Eishockeyspieler, der seit 2016 beim GKS Katowice in der Ekstraliga unter Vertrag steht.

## Karriere

### Club
Marek Strzyżowski begann seine Karriere in der Nachwuchsakademie des polnischen Eishockeyverbandes Szkoła Mistrzostwa Sportowego in der zweitklassigen I liga, für die er bis 2007 spielte. Als 18-Jähriger wechselte er zurück in seine Heimatstadt zum KH Sanok. Mit dem Klub aus dem Karpatenvorland gewann er 2011 und 2012 – jeweils durch Finalsiege gegen Aksam Unia Oświęcim – den polnischen Eishockeypokal, wobei er im Finale 2012 ein Tor zum 3:2-Erfolg nach Penaltyschießen beisteuerte. 2012 gelang ihm mit seiner Mannschaft auch der erstmals in der Vereinsgeschichte der Gewinn des polnischen Meistertitels. 2014 konnte er diesen Erfolg wiederholen. Seit 2016 spielt er für den GKS Katowice.

### International
Für Polen nahm Strzyżowski im Juniorenbereich lediglich an der Division I der U18-Junioren-Weltmeisterschaft 2007 teil.
Sein Debüt in der Herren-Nationalmannschaft gab er im November 2012 bei der Olympiaqualifikation für die Spiele in Sotschi 2014. Außerdem spielte er bei den Spielen der Division I der Weltmeisterschaften 2013 und 2014 für sein Heimatland.

## Erfolge
- 2011 Polnischer Pokalsieger mit dem KH Sanok
- 2012 Polnischer Meister mit dem KH Sanok
- 2012 Polnischer Pokalsieger mit dem KH Sanok
- 2014 Aufstieg in die Division I, Gruppe A, bei der Weltmeisterschaft der Division I, Gruppe B
- 2014 Polnischer Meister mit dem KH Sanok

## Ekstraliga-Statistik
(Stand: Ende der Spielzeit 2017/18)